# CD FILE 荻野目洋子 VOL.1
『CD FILE 荻野目洋子 VOL.1』（シーディー・ファイル おぎのめようこ ヴォリューム・ワン）は、1987年12月16日に発売された荻野目洋子のベスト・アルバム。

## 解説
本作は、ビクター音楽産業（現・JVCケンウッド・ビクターエンタテインメント）から発売されたベスト・アルバム「CD FILE」シリーズの一つで、1枚目から5枚目までのシングルA・B面曲が、発売順に収録されている。6枚目から10枚目までのシングルA・B面曲を収録した『CD FILE 荻野目洋子 VOL.2』も同時発売されている。

## 収録曲
1. 未来航海-Sailing-
作詞：神田ヒロミ　作曲：島津行良　編曲：萩田光雄
デビュー・シングルA面曲。
2. 流星少女
作詞：阿木燿子　作曲：小田裕一郎　編曲：萩田光雄
「未来航海-Sailing-」のB面曲。
3. さよならから始まる物語
作詞：康珍化　作曲：古本鉄也　編曲：萩田光雄
2枚目のシングルA面曲。
4. 夏の微笑
作詞：三浦徳子　作曲：田中弥生　編曲：松下誠
「さよならから始まる物語」のB面曲。
5. ディセンバー・メモリー
作詞：三浦徳子　作曲：井上大輔　編曲：船山基紀
3枚目のシングルA面曲。
6. 雨とジャスミン
作詞：三浦徳子　作曲：井上大輔　編曲：萩田光雄
「ディセンバー・メモリー」のB面曲。
7. 無国籍ロマンス
作詞：岡田冨美子　作曲：坂本龍一　編曲：入江純
4枚目のシングルA面曲。
8. たそがれエンジェル
作詞：神田ヒロミ　作曲：島津行良　編曲：萩田光雄
「無国籍ロマンス」のB面曲。
9. 恋してカリビアン
作詞：松井五郎　作曲・編曲：中崎英也
5枚目のシングルA面曲。
10. 愛のタイムカプセル
作詞：秋元康　作曲・編曲：船山基紀
「恋してカリビアン」のB面曲。